# Internasjonale Sosialistar
Internasjonale Sosialistar (nynorska, bokmål Internasjonale Sosialister, förkortat IS) är en revolutionär norsk socialistgrupp, grundad 1985 av avhoppare från Arbeidermaktgruppa.
IS ser Karl Marx, Rosa Luxemburg, Lenin, Antonio Gramsci, Trotskij och Georg Lukács som ideologiska inspirationskällor och ger ut tidningen Internasjonal Sosialisme.
IS är ansluten till International Socialist Tendency och partiet Rødt.